# Ветровая турбина воздушного базирования

Ветрогенератор воздушного базирования

Ветровая турбина воздушного базирования — рабочая концепция ветрогенератора, находящегося на рабочей высоте (там, где поток воздуха имеет достаточную скорость) без наземной опоры. Ветровые турбины воздушного базирования могут работать на малых и больших высотах, они являются частью более широкого класса бортовых систем ветровой энергии (энергия ветра в воздухе — airborne wind energy, AWE), которая представлена
высотными ветрогенераторами.